# Соколов, Николай Николаевич (легкоатлет)
Никола́й Никола́евич Соколо́в (28 августа 1930, Васюнино, Вологодский район — 12 мая 2010, Вологда) — советский легкоатлет, серебряный призёр Олимпийских игр. Заслуженный мастер спорта СССР (1965).

## Биография
Воспитанник ДСО «Локомотив». Столяр центрального стройдвора Вологодского отделения Северной железной дороги.
На Олимпиаде в Риме в 1960 году участвовал в беге на 3000 метров с препятствиями. В квалификации стал первым, а в финале лидировал на последнем круге, но в итоге проиграл 2,25 сек поляку Здзиславу Кшишковяку. Третье место занял ещё один советский бегун Семён Ржищин.
В 1962 завоевал бронзовую медаль на чемпионате Европы.
Двукратный чемпион СССР в 1960 и 1963 годах, а также неоднократный призёр чемпионатов.
После окончания карьеры тренировал в ДЮСШ, работал столяром.

## Награды
- Орден «Знак Почёта» (16.09.1960) — за успешные выступления в XVII летних и VIII зимних Олимпийских играх 1960 года, а также за выдающиеся спортивные достижения[4]